# Zierliche Tellerschnecke
Die Zierliche Tellerschnecke (Anisus vorticulus) ist eine kleine Wasserlungenschnecke (Basommatophora) aus der Familie der Tellerschnecken (Planorbidae). In Deutschland wurde sie 2011 zum Weichtier des Jahres gewählt.

## Merkmale
Das Gehäuse ist nur 0,7 bis 0,8 mm hoch und bis zu 5 mm im Durchmesser. Es besitzt 5 bis 5,5 Umgänge, die auf der Ober- und der Unterseite konvex gewölbt sind. Auf dem letzten Umgang ist mittig eine stumpfe Kante ausgebildet. Die Oberseite des Gehäuses ist leicht eingedellt, die Unterseite ist fast plan. Die Tiere werden etwa 1 Jahr alt.

## Lebensraum und Verbreitung
Die Zierliche Tellerschnecke lebt in klaren, stehenden Gewässern auf Pflanzen, bevorzugt in kleinen Tümpeln, die mit Wasserlinsen (Lemna) bedeckt sind. Sie kommt von West- bis nach Osteuropa vor. Sie fehlt in Skandinavien.

## Ähnliche Arten
Die Scharfe Tellerschnecke (Anisus vortex) ist etwas größer und besitzt einen schärferen Kiel.

## Gefährdung
Die Zierliche Tellerschnecke (Anisus vorticulus) ist in Deutschland und der Schweiz vom Aussterben bedroht. In Österreich ist sie als stark gefährdet eingestuft.

## Systematik
Die Zierliche Tellerschnecke wird auch zusammen mit der Scharfen Tellerschnecke in die Untergattung Anisus (Disculifer) C. R. Boettger, 1944 gestellt.